# Hydroptila kuehnei
Hydroptila kuehnei är en nattsländeart som beskrevs av Houp, Houp och Harris 1998. Hydroptila kuehnei ingår i släktet Hydroptila och familjen smånattsländor. Inga underarter finns listade i Catalogue of Life.